# تنترفيلد (أستراليا)
تنترفيلد هي بلدة في ويلز الجنوبية الجديدة في أستراليا.